# Montgomery Clift
Edward Montgomery "Monty" Clift (Ngày 17 Tháng 10 năm 1920 - ngày 23 tháng 7 năm 1966) là một diễn viên điện ảnh và sân khấu  người Mỹ. Cáo phó trên The New York Times  mô tả Cliff đã diễn các vai "người đàn ông trẻ nhạy cảm". Ông thường đóng các vai người ngoài cuộc và nhân vật "từ nạn nhân trở thành anh hùng", như trong phim A Place in the Sun của George Stevens, linh mục Công giáo đau khổ trong I Confess của Alfred Hitchcock, người lính đen đủi trong From Here to Eternity của Fred Zinnemann và người lính bị bỏ mặc trong The Young Lions của Edward Dmytryk. Clift đã có bốn đề cử cho giải Oscar trong suốt sự nghiệp của ông, ba cho nam diễn viên xuất sắc nhất và một cho nam diễn viên phụ xuất sắc nhất.

## Sự nghiệp sân khấu
- As Husbands Go (1933)
- Fly Away Home (1935)
- Jubilee (1935)
- Yr. Obedient Husband (1938)
- Eye On the Sparrow (1938)
- The Wind and the Rain (1938)
- Dame Nature (1938)
- The Mother (1939)
- There Shall Be No Night (1940)
- Out of the Frying Pan (1941)
- Mexican Mural (1942)
- The Skin of Our Teeth (1942)
- Our Town (1944)
- The Searching Wind (1944)
- Foxhole in the Parlor (1945)
- You Touched Me (1945)
- The Seagull (1954)

## Sự nghiệp điện ảnh
| Năm  | Phim                      | Vai diễn                             | Đạo diễn             | Notes |
| ---- | ------------------------- | ------------------------------------ | -------------------- | --- |
| 1948 | The Search                | Ralph 'Steve' Stevenson              | Fred Zinnemann       | Nominated – Academy Award for Best Actor |
| 1948 | Red River                 | Matthew 'Matt' Garth                 | Howard Hawks         | |
| 1949 | The Heiress               | Morris Townsend                      | William Wyler        | |
| 1950 | The Big Lift              | Technical Sergeant Danny MacCullough | George Seaton        | |
| 1951 | A Place in the Sun        | George Eastman                       | George Stevens       | Nominated – Academy Award for Best Actor |
| 1953 | I Confess                 | Fr. Michael William Logan            | Alfred Hitchcock     | |
| 1953 | Terminal Station          | Giovanni Doria                       | Vittorio De Sica     | aka Indiscretion of an American Wife |
| 1953 | From Here to Eternity     | Pvt. Robert E. Lee 'Prew' Prewitt    | Fred Zinnemann       | Nominated – Academy Award for Best Actor |
| 1957 | Raintree County           | John Wickliff Shawnessy              | Edward Dmytryk       | |
| 1957 | Operation Raintree        | Himself                              | Short subject        | |
| 1958 | Lonelyhearts              | Adam White                           | Vincent J. Donehue   | |
| 1958 | The Young Lions           | Noah Ackerman                        | Edward Dmytryk       | |
| 1959 | Suddenly, Last Summer     | Dr. John Cukrowicz                   | Joseph L. Mankiewicz | |
| 1960 | Wild River                | TVA agent Chuck Glover               | Elia Kazan           | Marries Lee Remick character |
| 1961 | The Misfits               | Perce Howland                        | John Huston          | |
| 1961 | Judgment at Nuremberg     | Rudolph Petersen                     | Stanley Kramer       | Nominated – Academy Award for Best Supporting Actor Nominated – BAFTA Award for Best Actor in a Leading Role Nominated – Golden Globe Award for Best Supporting Actor – Motion Picture |
| 1962 | Freud: The Secret Passion | Sigmund Freud                        | John Huston          | |
| 1966 | The Defector              | Prof. James Bower                    | Raoul Lévy           | |

## Xuất hiện trên sóng phát thanh
| Năm  | Chương trình             | Số cụ thể/nguồn |
| ---- | ------------------------ | --------------- |
| 1952 | Theatre Guild on the Air | The Search      |

## Sách tham khảo
- Bosworth, Patricia (1978). Montgomery Clift: A Biography. Hal Leonard Corporation, 2007. N.B.: Also published in mass-market pbk. ed. (New York: Bantam Books, 1979, cop. 1978); originally published by Harcourt, 1978. ISBN 0-87910-135-0 (H. Leonard), 0-553-12455-2 (Bantam).
- Capua, Michelangelo (2002). Montgomery Clift: A Biography. McFarland. ISBN 978-0-7864-1432-1.
- Girelli, Elisabetta (2013) "Montgomery Clift Queer Star", Wayne University Press. ISBN 9780814335147.
- Kramer, Stanley and Thomas M. Coffey (1997). A Mad, Mad, Mad, Mad World: A Life in Hollywood. ISBN 0-15-154958-3.
- LaGuardia, Robert (1977). Monty: A Biography of Montgomery Clift. New York, Avon Books. ISBN 0-380-01887-X (paperback edition)
- Lawrence, Amy (2010) "The Passion of Montgomery Clift", Berkeley and Los Angeles, University of California Press. ISBN 9780520260474
- McCann, Graham (1991). Rebel Males: Clift, Brando and Dean. H. Hamilton. ISBN 978-0-241-12884-8.
- The Clash [Punk rock]: London Calling [album] - [track] "The Right Profile"